# Ròcafòrt de las Corbièras
Ròcafòrt de las Corbièras (en francès Roquefort-des-Corbières) és un municipi francès, situat a la comarca de Fitor, departament de l'Aude i regió d'Occitània.